# Copenhagen Sprint femminile 2025
La Copenhagen Sprint 2025, prima edizione della corsa, valida come ventesimo evento dell'UCI Women's World Tour 2025, si svolse il 21 giugno 2025 su un percorso di 151 km, con partenza da Roskilde ed arrivo a Copenaghen, in Danimarca. La vittoria fu appannaggio dell'olandese Lorena Wiebes, la quale completò il percorso in 3h32'30", alla media di 42,635 km/h, precedendo le italiane Elisa Balsamo e Chiara Consonni.
Sul traguardo di Copenaghen 110 cicliste, delle 123 accreditate alla partenza, portarono a termine la competizione.

## Squadre e cicliste partecipanti
| N.      | Cod. | Squadra                    |
| ------- | ---- | -------------------------- |
| 1-6     | SDW  | Team SD Worx-Protime       |
| 11-16   | CSZ  | Canyon-SRAM Zondacrypto    |
| 21-26   | LTK  | Lidl-Trek                  |
| 31-36   | TVL  | Team Visma-Lease a Bike    |
| 41-45   | CTC  | Ceratizit Pro Cycling Team |
| 51-56   | AGS  | AG Insurance-Soudal Team   |
| 61-66   | HPH  | Human Powered Health       |
| 71-76   | LIV  | Liv AlUla Jayco            |
| 81-86   | TPP  | Team Picnic PostNL         |
| 91-96   | UAD  | UAE Team ADQ               |
| 101-106 | UXM  | Uno-X Mobility             |

| N.      | Cod. | Squadra                   |
| ------- | ---- | ------------------------- |
| 111-116 | ARK  | Arkéa-B&B Hotels Women    |
| 121-126 | CWT  | Cofidis Women Team        |
| 131-136 | VWT  | VolkerWessels Pro Cycling |
| 141-146 | BPK  | BePink-Imatra-Bongioanni  |
| 151-156 | AWO  | CJ O'Shea Racing          |
| 161-166 | DAS  | DAS-Hutchinson            |
| 171-176 | DDG  | DD Group Pro Cycling Team |
| 181-186 | REP  | Team Coop-Repsol          |
| 191-196 | HES  | Hess Cycling Team         |
| 201-206 | DNK  | Selezione danese          |

## Ordine d'arrivo (Top 10)
| Pos. | Corridore         | Squadra   | Tempo    |
| ---- | ----------------- | --------- | -------- |
| 1    | Lorena Wiebes     | SD Worx   | 3h32'30" |
| 2    | Elisa Balsamo     | Lidl-Trek | s.t.     |
| 3    | Chiara Consonni   | Canyon    | s.t.     |
| 4    | Charlotte Kool    | Picnic    | s.t.     |
| 5    | Nienke Veenhoven  | Visma     | s.t.     |
| 6    | Lily Williams     | Human P.  | s.t.     |
| 7    | Susanne Andersen  | Uno-X     | s.t.     |
| 8    | Amalie Dideriksen | Cofidis   | s.t.     |
| 9    | Mylène de Zoete   | Ceratizit | a 3"     |
| 10   | Sofia Bertizzolo  | UAE       | s.t.     |